# 北巴州
北巴州，中国古代的州。
南朝梁天监八年（509年）置南梁北巴州，为双头州。治北巴西郡阆中县（治今四川阆中市）。辖境相当今四川省阆中、苍溪县、南部县、西充县等市县地。西魏废帝二年（553年）改为隆州。《旧唐书·地理志》阆中县：“梁置北巴州。西魏置隆州。”